# 607th Air Operations Center
Il  607th Air Operations Center è un centro di controllo della U.S.Pacific Air Forces. Il suo quartier generale è situato presso la Osan Air Base, nella Corea del Sud.

## Missione
Il centro pianifica, comanda, controlla, esegue e valuta le informazioni sulle operazioni aerospaziali per conto del SECDEF, PACOM/USFK, raggiungendo gli obiettivi attraverso una vasta gamma di operazioni militari. L'unità è affiancata dal 610th Air Operations Group, Air Force Reserve Command

## Organizzazione
Attualmente, al settembre 2017, esso controlla:
- 621st Air Control Squadron
- 607th Combat Operations Division (COD)
- 607th Combat Plans Division (CPD)
- 607th Intelligence, Surveillance and Reconnaissance Division (ISRD)
- 607th Strategy Division (SRD)